# آگارز

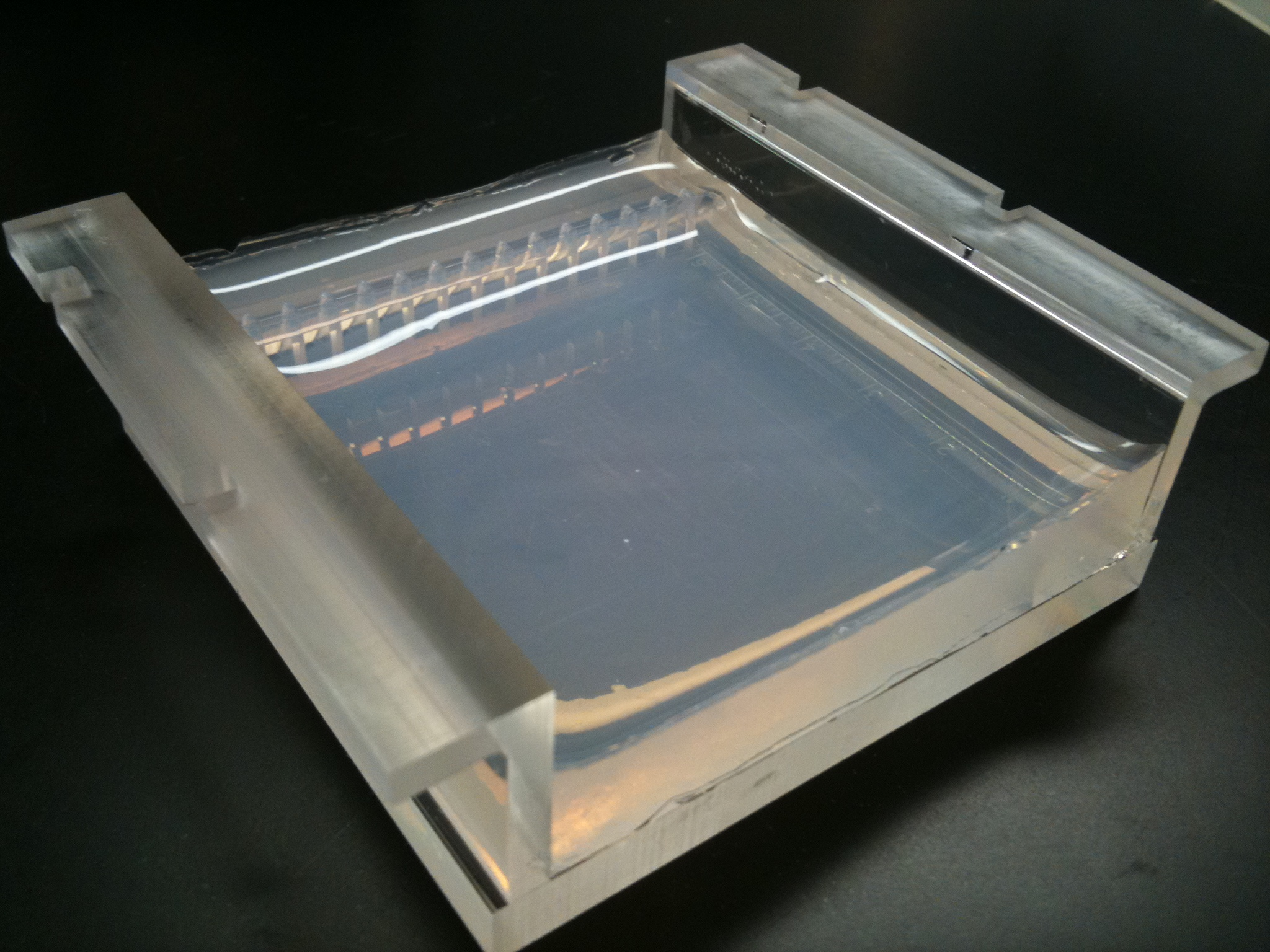
یک ژل آگارُز در سینی استفادهٔ ژل الکتروفورز

آگارُز یک مادهٔ پلیمری هتروپلی‌ساکارید است که عموماً از برخی جلبک‌های دریایی قرمز استخراج می‌شود. آگارُز یک پلیمر خطی است که از واحدهای تکراری آگاروبیوز تشکیل شده‌است که یک دی‌ساکارید از D-گالاکتوز و ۳،6-anhydro-L-galactopyranose است. آگارُز یکی از دو مؤلفهٔ اصلی آگار است و با حذف آگارپوکتین از آگار از تخمیر آگار خارج می‌شود.
آگارز در زیست‌شناسی مولکولی برای جداسازی مولکول‌های بزرگ، به ویژه دی‌ان‌ای، توسط الکتروفورز استفاده می‌شود. صفحات ژل آگارز (معمولاً ۰٫۷ تا ۲٪) برای الکتروفورز به راحتی توسط ریختن محلول گرم و مایع به یک قالب تهیه می‌شوند. طیف گسترده‌ای از آگارزهای مختلف جرم مولکولی و خواص مولکولی مختلف برای این منظور در دسترس هستند. آگارُز همچنین ممکن است به‌صورت دانه‌هایی شکل داده شود و در تعدادی از روش‌های کروماتوگرافی برای تصفیهٔ پروتئین استفاده شود.

## ساختار

ساختار یک آگارُز پلیمر.

آگارُز یک پلیمر خطی با وزن مولکولی حدود ۱۲۰٬۰۰۰ است که شامل D-گالاکتوز متناوب و ۳،6-anhydro-L-galactopyranose مرتبط با پیوندهای گلیکوزیدی α- (۱ → ۳) و β- (۱ → ۴) است. ۳،6-anhydro-L-galactopyranose یک L-گالاکتوز با یک پل Anhydro بین موقعیت‌های ۳ و ۶ است، اگر چه برخی از واحد L-galactose در پلیمر ممکن است پل نباشد. برخی از واحدهای D-گالاکتوز و L-گالاکتوز می‌توانند متیل شوند، و پیروات و سولفات نیز در مقادیر کم یافت می‌شوند.
هر زنجیرهٔ آگارُز حاوی حدود ۸۰۰ مولکول گالاکتوز است و زنجیره‌های پلیمر آگارُز الیاف اسپیلمی را تشکیل می‌دهند که به ساختار سوپوکیول با شعاع ۲۰ تا ۳۰ نانومتر متصل می‌شوند. الیاف شبه سفت و سخت هستند و طیف گسترده‌ای از طول بسته به غلظت آگارُز دارند. هنگامی که جامد می‌شود، فیبرها یک شبکه سه بعدی از کانال‌های قطر بین ۵۰ نانومتر تا ۲۰۰ نانومتر را تشکیل می‌دهند، بسته به غلظت آگارُز مورد استفاده - غلظت‌های بالاتر باعث پایین آمدن قطر منافذ می‌شود. ساختار سه‌بعدی همراه با پیوندهای هیدروژنی نگهداری می‌شود و بنابراین می‌تواند با گرم شدن به حالت مایع متلاشی شود.

## خواص
آگارز به عنوان یک پودر سفید موجود است که در آب جوش نزدیک به آب جوش قرار می‌گیرد و زمانی که آن را خنک می‌کند ژل را تشکیل می‌دهد. Agarose پدیده هیستریتیز حرارتی را در انتقال آن به مایع به ژل نشان می‌دهد، یعنی آن ژل‌ها و ذوب در دماهای مختلف. درجه حرارت ذوب و ذوب بستگی به نوع آگارز دارد. آگارزهای استاندارد مشتق شده از Gelidium دارای درجه حرارت زنگ زده از ۳۴–۳۸ درجهٔ سانتی‌گراد (۹۳–۱۰۰ درجهٔ فارنهایت) و دمای ذوب ۹۰–۹۵ درجهٔ سانتی‌گراد (۱۹۴–۲۰۳ درجهٔ فارنهایت) است، در حالی که آنهایی که از Gracilaria گرفته شده‌است، جایگزین متوقیز، دمای ملایم ۴۰–۵۲ درجهٔ سانتی‌گراد (۱۰۴–۱۲۶ درجهٔ فارنهایت) و دمای ذوب ۸۵–۹۰ درجهٔ سانتی‌گراد (۱۸۵–۱۹۴ درجهٔ فارنهایت) دارد. دمای ذوب و زنگ زدگی ممکن است وابسته به غلظت ژل، به ویژه در غلظت کم ژل کمتر از ۱٪ باشد.
آگارُز طبیعی حاوی گروه‌های متیل تخلیه شده‌است و میزان متیلاسیون به‌طور مستقیم با دمای ژل شدن متناسب است. با این وجود، متیلاسیون مصنوعی اثر معکوس دارد، در نتیجه افزایش متیلاسیون باعث کاهش دمای ژل شدن می‌شود. انواع آگارزهای اصلاح شده شیمیایی با دمای مختلف ذوب و زلزله از طریق تغییرات شیمیایی در دسترس هستند.
ژل آگارز می‌تواند دارای ژل قوی در غلظت کم باشد، و آن را به عنوان یک محیط ضد کنوانسیون برای الکتروفورز ژل مناسب است. ژل آگارز به عنوان ۰٫۱۵٪ رقیق می‌تواند اسلب برای الکتروفورز ژل ایجاد کند. پلیمر آگارز حاوی گروه‌های شارژ، به خصوص پیروات و سولفات است. این گروه‌های بارگیری منفی می‌توانند حرکت DNA را در فرایندی به نام الکتروندوزموز (EEO) کاهش دهند و از این رو EEAE پایین آگارز به‌طور کلی برای استفاده در الکتروفورز ژل آگارز اسیدهای نوکلئیک ترجیح داده می‌شود. آگارُز Zero EEO نیز در دسترس است، اما ممکن است برای برخی از کاربردها نامطلوب باشد، زیرا ممکن است با افزودن گروه‌های مثبت شارژ که می‌توانند بر واکنش‌های آنزیم بعدی تأثیر بگذارند، ساخته شوند. Electroendosmosis یک دلیل برای آگارز است که به‌طور عمده از آگار استفاده می‌شود به عنوان آگارپپتین در آگار حاوی مقدار قابل توجهی از سولفات و گروه کربوکسیل بار منفی است. حذف آگاروپتین در آگارز به‌طور قابل ملاحظه‌ای باعث کاهش EEO و همچنین کاهش جذب غیرمستقیم بیومولکول‌ها به ماتریکس ژل می‌شود. با این حال، برای برخی از برنامه‌های کاربردی مانند الکتروفورز پروتئین سرم، EEO بالا ممکن است مطلوب باشد و آگاروپتین ممکن است در ژل مورد استفاده قرار گیرد.

## کاربردها

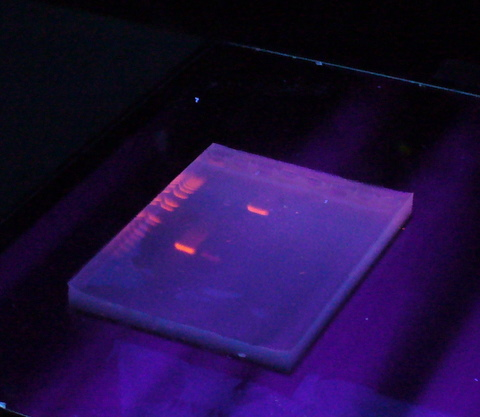
یک ژل آگارز با باندهای دی‌ان‌ای از رنگ‌آمیزی با اتیدیوم برماید و مشاهده در زیر پرتو فرابنفش (UV) در UV Transilluminator.

آگارُز یک ماتریکس ترجیحی برای کار با پروتئین‌ها و اسیدهای نوکلئیک است زیرا دارای طیف وسیعی از ثبات فیزیکی، شیمیایی و حرارتی است و درجهٔ پایین‌تر از پیچیدگی‌های شیمیایی آن نیز کمتر احتمال دارد با مولکول‌های زیستی ارتباط برقرار کند. آگارُز به عنوان وسیله‌ای برای جداسازی الکتروفورز مقیاس تحلیلی در الکتروفورتیک ژل آگارُز استفاده می‌شود. ژل ساخته شده از آگارُز خالص دارای اندازهٔ منافذ نسبتاً بزرگ هستند و آن‌ها را برای جداسازی مولکول‌های بزرگ مانند پروتئین‌ها و پروتئین‌ها و دی‌ان‌ای مفید می‌سازد. آگارُز نیز به‌طور گسترده‌ای برای تعدادی از برنامه‌های کاربردی دیگر، به عنوان مثال immunodiffusion و ایمونوالکتروفورز استفاده می‌شود. الیاف آگارُز همچنین به عنوان یک لنگر برای immunocomplexes عمل می‌کند.

### تصفیهٔ پروتئین
ماتریکس ژل آگارز اغلب برای تصفیه پروتئین استفاده می‌شود، به عنوان مثال، در جداسازی مقیاس تهیه شده در ستون به عنوان کروماتوگرافی ژل فیلتراسیون، کروماتوگرافی جذبی و کروماتوگرافی تبادل یونی. با این حال به عنوان یک ژل پیوسته استفاده نمی‌شود، بلکه به دانه‌های متخلخل یا رزین‌های متنوعی تبدیل می‌شود. دانه‌ها بسیار متخلخل هستند به طوری که پروتئین می‌تواند آزادانه از طریق دانه عبور کند. این دانه‌های مبتنی بر آگارز به‌طور کلی نرم و راحت خرد می‌شوند، بنابراین آنها باید تحت جریان جاذبه، سانتریفیوژ با سرعت پایین یا روش‌های کم فشار مورد استفاده قرار گیرند. مقاومت رزین‌ها می‌تواند با افزایش اتصال متقابل و سخت شدن شیمیایی رزین‌های آگارز بهبود یابد، اما این تغییرات همچنین ممکن است باعث کم شدن ظرفیت اتصال پروتئین در برخی از روش‌های جداسازی مانند کروماتوگرافی جذب شود.
آگارُز یک ماده مفید برای کروماتوگرافی است چرا که بیومولکول‌ها را به میزان قابل توجهی جذب نمی‌کند، دارای خواص جریان خوب است و می‌تواند شدت پی‌اچ و قدرت یونی و همچنین غلظت بالای دنتورانت‌ها مانند اوره 8M یا 6M گوانیدین HCl را تحمل کند. نمونه‌هایی از ماتریس مبتنی بر آگارُز برای کروماتوگرافی فیلتراسیون ژل Sepharose و WorkBeads 40 SEC (cross-linked agarose), Praesto و Superose (با آگارزهای بافندگی بسیار متقاطع) و Superdex (دگز کلان به صورت کووالانسی با آگارُز) مرتبط است.
گاهی می‌توان از آگارُز به جای آگار برای کشت جانداران (مانند باکتری‌ها) استفاده کرد؛ زیرا آگار ممکن است حاوی ناخالصی‌هایی باشد که می‌تواند بر رشد جاندار یا برخی از روش‌ها مانند واکنش زنجیره‌ای پلیمراز (PCR) تأثیر بگذارد. آگارُز همچنین سخت‌تر از آگار است و بنابراین ممکن است که جایی که لازم است ژل قوی‌تر باشد، ترجیح داده شود و دمای پایین ژل شدن آن ممکن است سبب جلوگیری از شوک حرارتی موجود در جاندار شود. این می‌تواند برای کشت باکتری‌های اتوتروف سخت، پروتئین گیاهی، کرم الگانس، دیگر جانداران و سلول‌های مختلف استفاده شود.